# La Móra (Sagàs)
La Móra és una masia del municipi de Sagàs (Berguedà) inclosa en l'Inventari del Patrimoni Arquitectònic de Catalunya. La masia de la Móra està documentada des de l'any 1003 com una de les propietats del monestir de Sant Pere de la Portella. Al llarg de tota l'època medieval i moderna el monestir hi exercí la jurisdicció civil cobrant els censos als seus estadants, que n'eren vassalls. A prop de la masia hi ha les restes del molí fariner del segle x, del qual només es conserven els forats excavats a la roca on s'encaixava la resclosa de fusta.
Masia d'estructura clàssica coberta a dues vessants i amb el carener paral·lel a la façana de ponent. L'edifici és fruit de diferents etapes constructives, inicialment era una masia clàssica amb la façana a migdia però al segle xviii s'amplià per aquest sector. Es varen construir les noves obertures allindanades ensems que s'aixecava un mur que juntament amb les pallisses tanca l'era. La façana és arrebossada i presenta un porta central d'arc de mig punt.